# Église de la Purification de Saint-Polycarpe
L'église de la Purification est une église romane située à Saint-Polycarpe dans le département français de l'Aude en région Occitanie.
Elle est aujourd'hui paroissiale après avoir été l'abbatiale du monastère de Saint-Polycarpe dédié au martyr saint Polycarpe de Smyrne sous le nom de Notre-Dame et consacrée à la Vierge.

## Historique
L'église romane de la Purification fut construite au XIIe siècle.
Elle fait l'objet d'un classement au titre des monuments historiques depuis le 22 juillet 1913.

## Architecture

### Le chevet roman
L'église possède un beau chevet de style roman lombard semi-circulaire unique édifié en moellon de teinte brune assemblé en petit appareil.
Ce chevet est percé de trois fenêtres à simple ébrasement et présente une décoration de bandes lombardes composées de lésènes et d'arcatures.
L'extrados des arcs des fenêtres est bordé d'un cordon de pierres de même teinte (comme à Saint-Étienne de Blomac et contrairement à Saint-Martin d'Escales et Saint-Saturnin de Pouzols-Minervois où les arcs sont soulignés de basalte noir).
Ce chevet semi-circulaire a été surhaussé ultérieurement : la partie surélevée est polygonale.

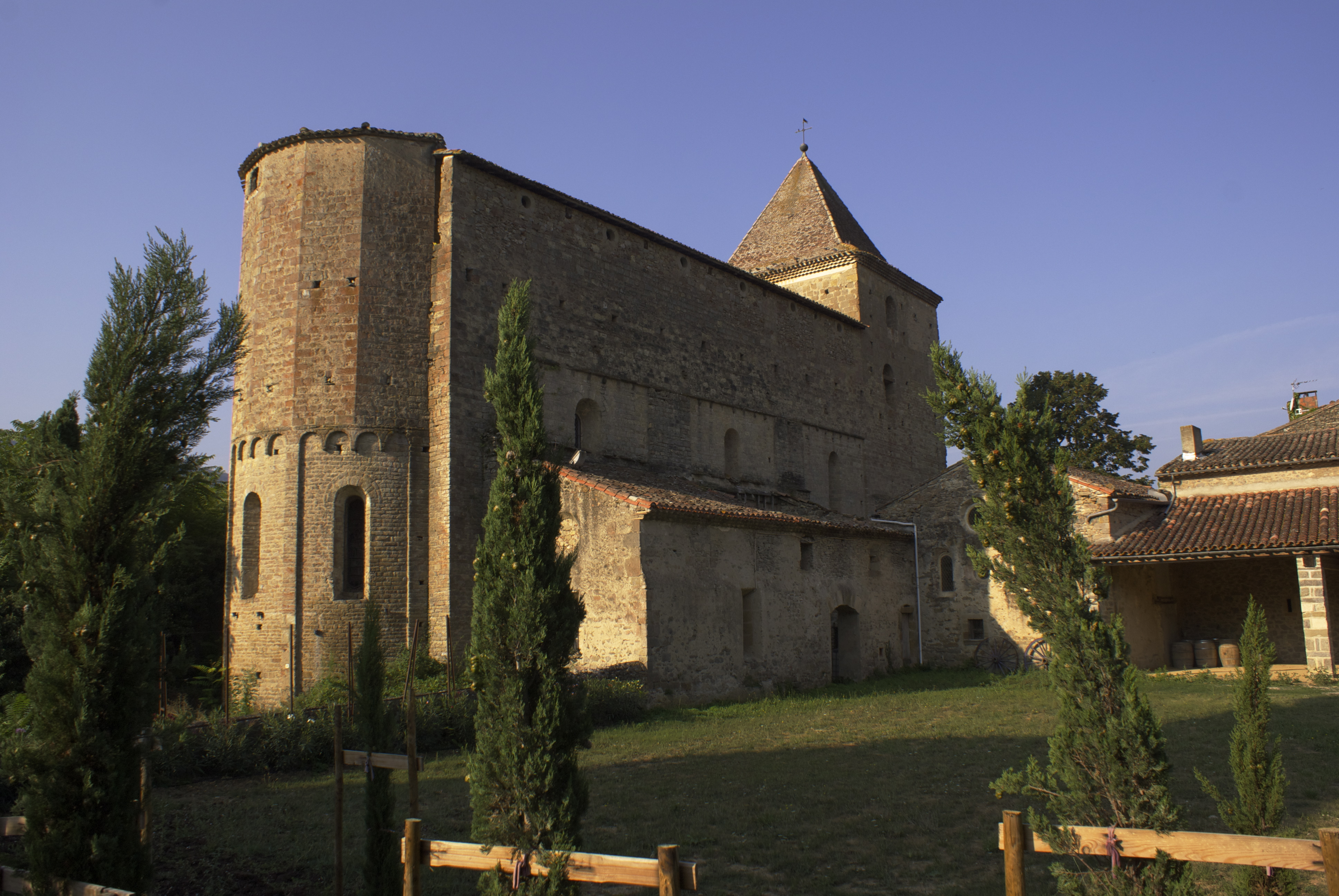
Le chevet et la façade nord.

### L'intérieur
L'intérieur abrite deux autels préromans en granit ornés d'entrelacs. La face antérieure de l'un d'eux est ornée d'un chrisme accompagné des lettres α (alpha) et ω (oméga).
Un important décor de peintures murales de l'époque romane a été mis au jour en 1972 qui a été mentionné dans un article de Marcel Durliat, en 1977. Il a été inspiré par l'Apocalypse de Jean.

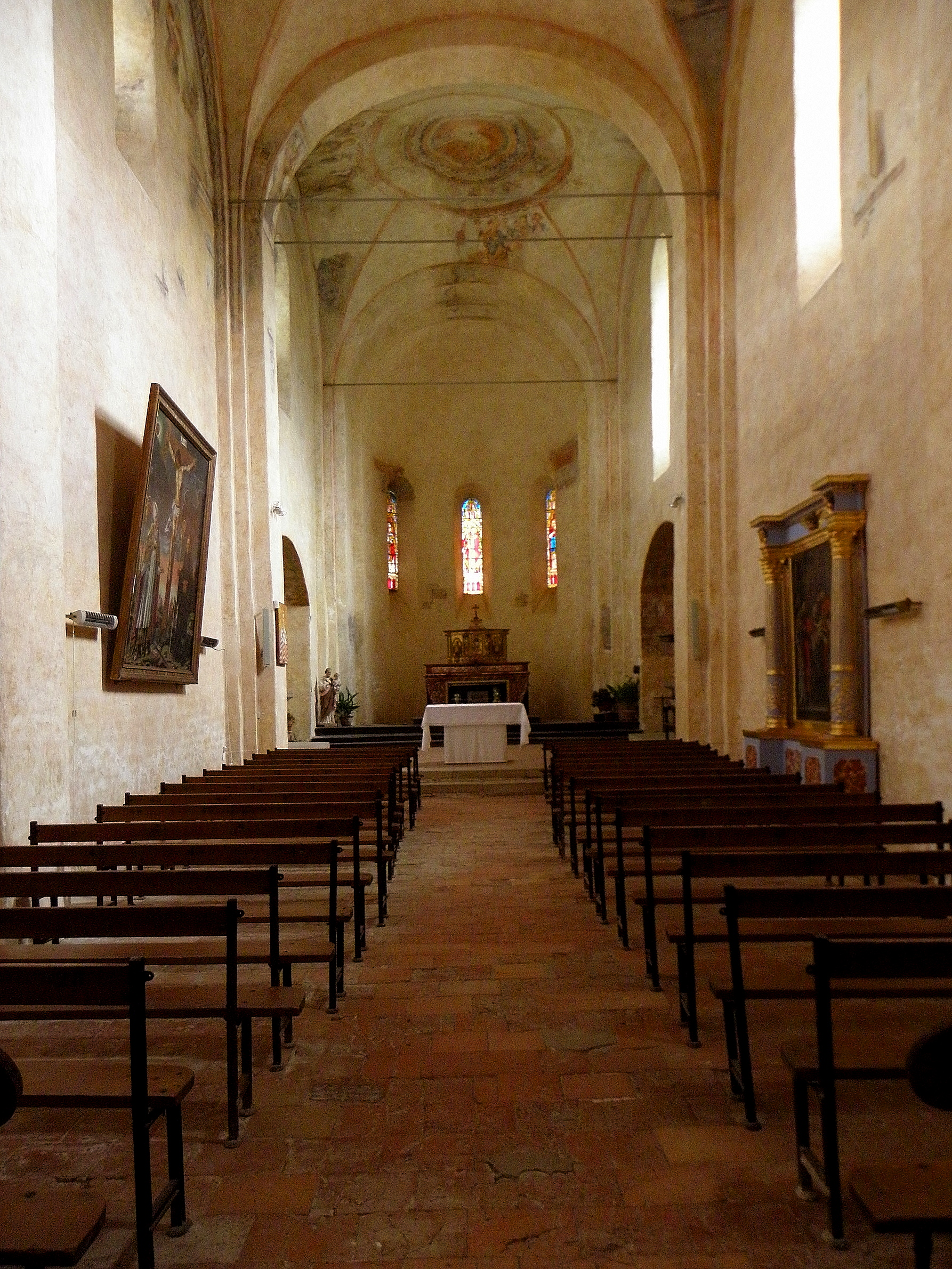
La nef, l'autel et l'abside.
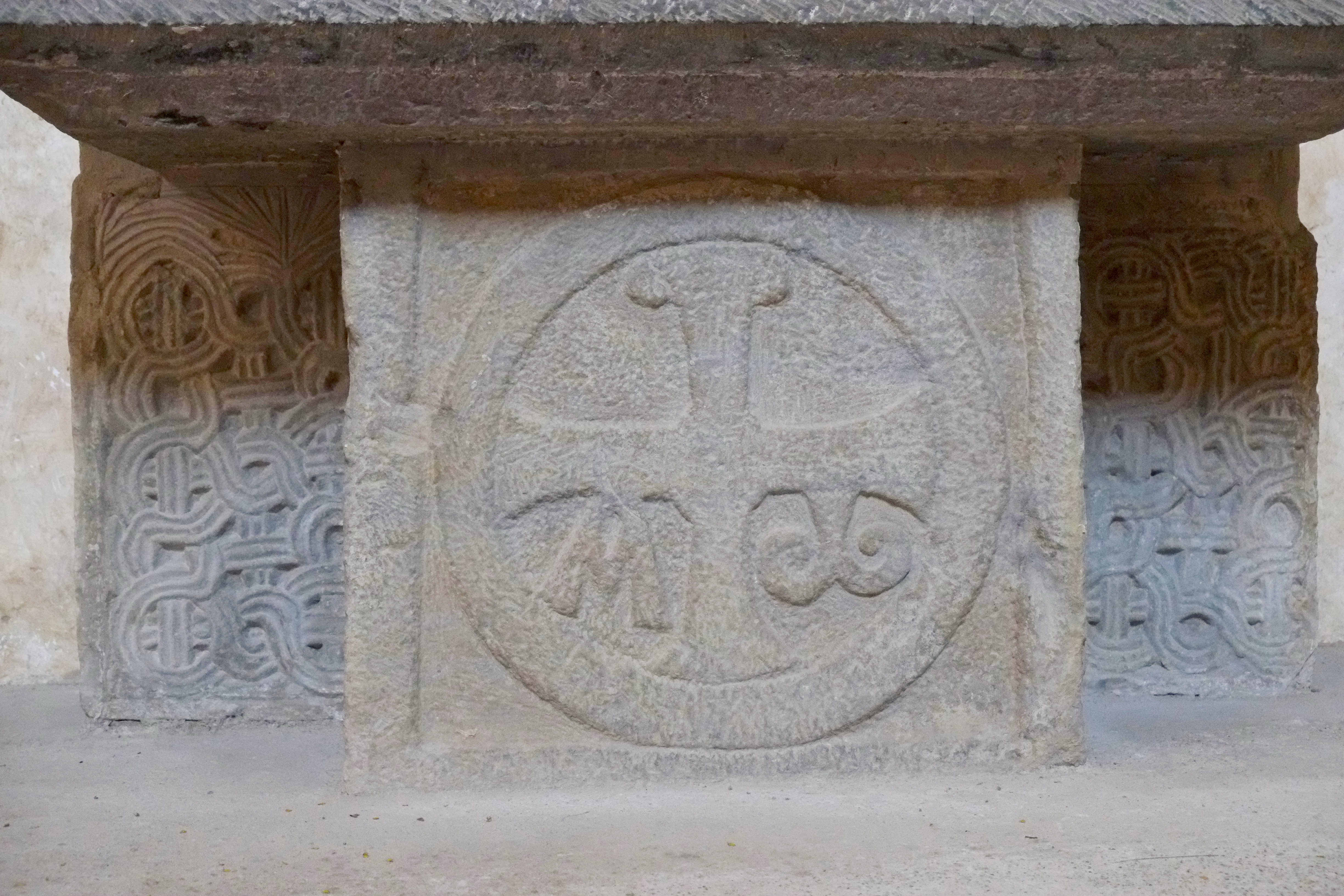
Autel préroman orné d'un chrisme.
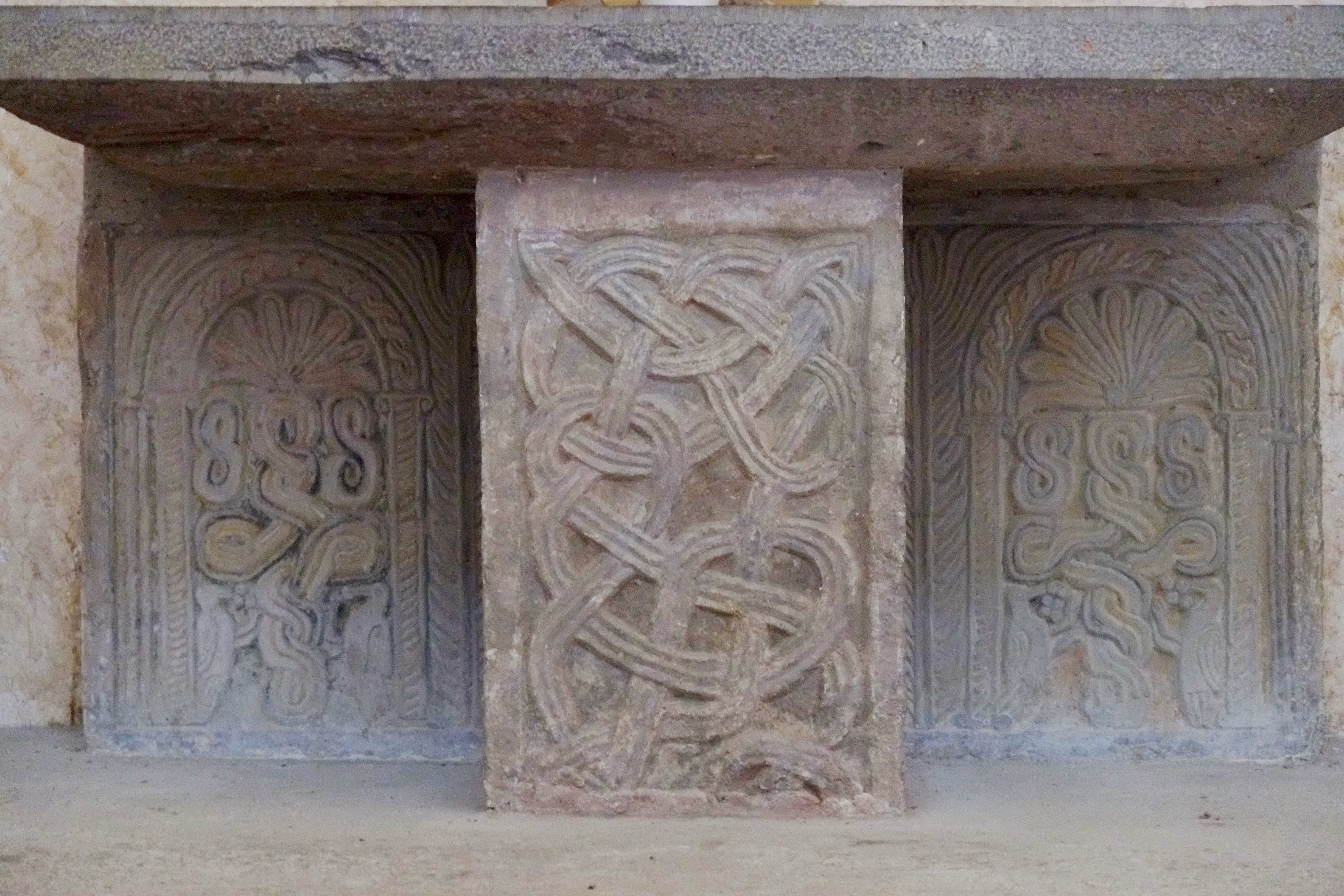
Autel préroman orné d'entrelacs.
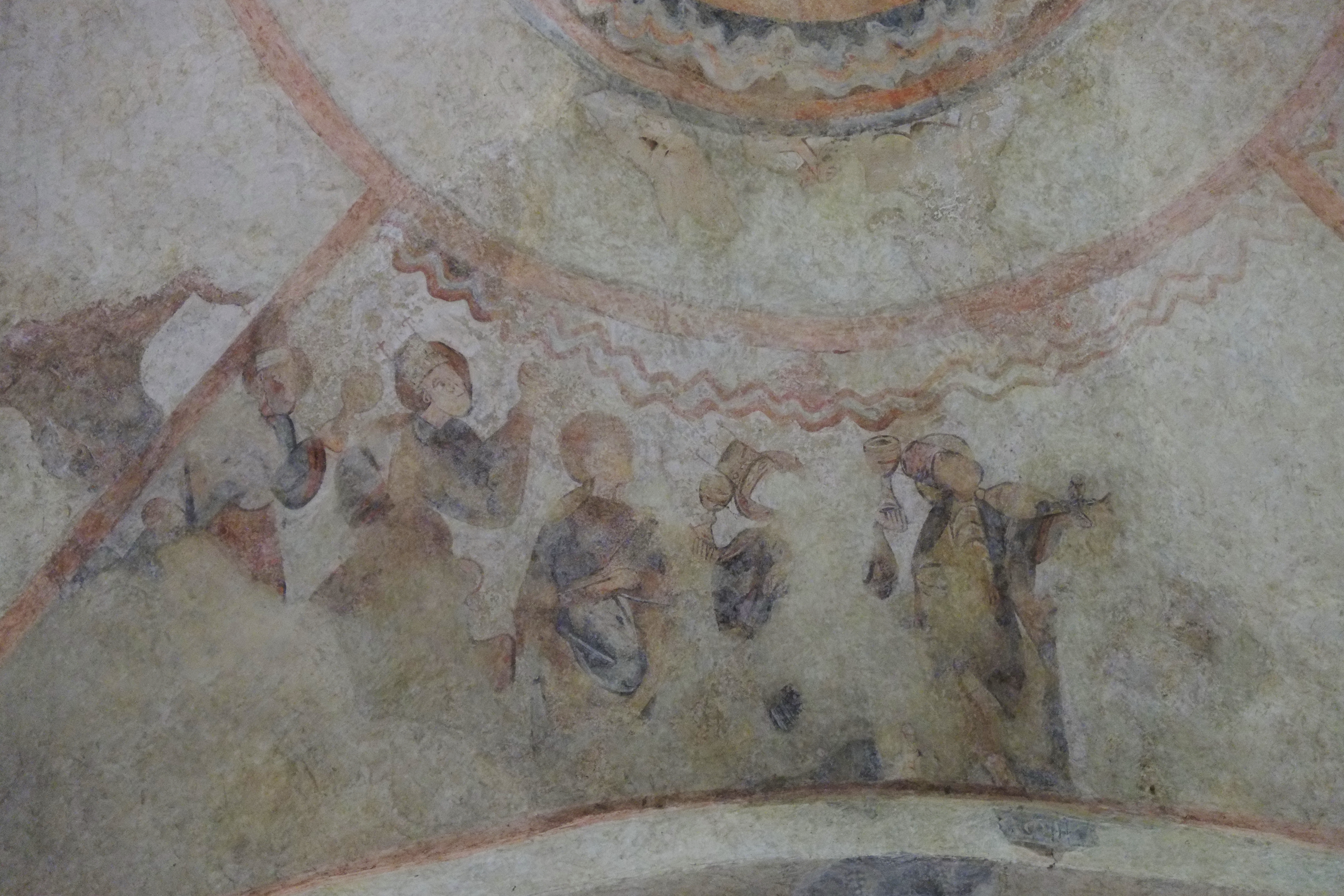
Détail des fresques découvertes en 1972.